# 페이저
페이저(Phasor)는 어플라이드 엔지니어링(Applied Engineering)에서 1986년 개발한 애플 II용 스테레오 뮤직, 스피치 사운드 카드이다. 페이저는 AY-3-8913 칩 4개와 SSI 263 스피치 칩을 사용해서 12채널 사운드와 보이스를 출력할 수 있으며 추가 소켓으로 스피치 칩을 하나 더 달 수 있다. 사운드 카드와 뮤직 플레이어, 컴포져, 사운드&스피치 데모등의 관련 소프트웨어로 구성되어 있으며 머킹보드와 ALF 애플 뮤직 신서사이저, 에코+, 슈퍼뮤직 신서사이저의 소프트웨어와 호환된다.